# قصعين أبيض شاحب
قصعين أبيض شاحب (الاسم العلمي:Salvia hypoleuca) هو نوع من النباتات يتبع جنس القصعين من الفصيلة الشفوية.